# Fatulela
Fatulela ist eine Aldeia auf der südostasiatischen Insel Atauro, die zu Osttimor gehört. 2015 hatte die Aldeia 795 Einwohner.

## Geographie

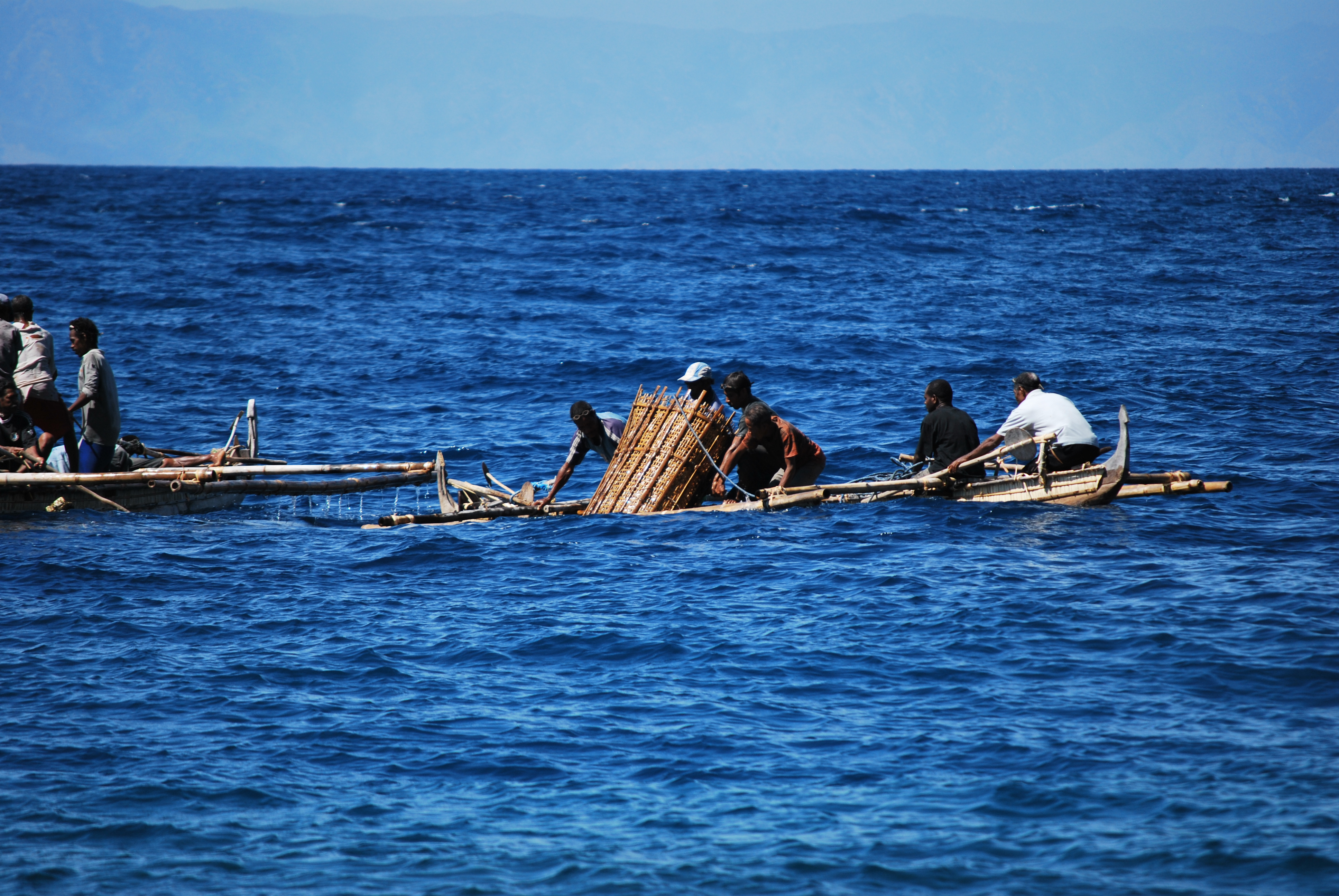
Fischer lassen eine Reuse zu Wasser

Die Aldeia Fatulela ist die südlichste der drei Aldeias im Osten des Sucos Maquili (Gemeinde Atauro). Fatulela liegt an der Südostküste Atauros. Westlich befindet sich die Aldeia Mau-Meta, nordwestlich die Aldeia Macelihu und nordöstlich die Aldeia Mau-Laku.
Die Siedlung Fatulela liegt im Nordteil der Aldeia und geht in Richtung Nordwesten über in die Siedlung Macelihu.

## Einrichtungen
In Fatuleta steht die katholische Kirche São José Maquili und ein Standbild des Heiligen Peters.